# Hasim Rahman
Hasim Sharif Rahman (Baltimora, 7 novembre 1972) è un ex pugile statunitense, soprannominato "The Rock" (in italiano "la Roccia").
Divenuto campione mondiale con una sorprendente vittoria su Lennox Lewis nel 2001, venne duramente sconfitto dallo stesso Lewis nella rivincita.

## Carriera
Peso massimo di stazza sorprendente (189 cm per un'apertura delle braccia di ben 208 cm), Rahman entrò nel professionismo a 22 anni, nel 1994, dopo una prima gioventù turbolenta e non facile. Già nell'autunno del 1996 sconfisse un mostro sacro della boxe, Trevor Berbick, sebbene ormai al declino. Nel 2001 i due incontri più significativi della sua carriera, contro Lennox Lewis, si conclusero con una vittoria e una sconfitta, entrambi per Ko.
Nel 2005, dopo 3 rinvii da parte di Vitali Klitschko, afflitto da vari infortuni, per il titolo WBC, Rahman ha affrontato e sconfitto ai punti Monte Barrett, il 13 agosto. Il 10 novembre 2005 Rahman ha comunque ottenuto il titolo WBC in seguito al ritiro definitivo dell'avversario ucraino. L'anno successivo, dopo aver pareggiato sulle 12 riprese contro James Toney, è stato battuto da Oleg Maskaev, perdendo così il titolo che aveva conquistato a tavolino.
Nel 2008, dopo un no-contest contro James Toney, Rahman è stato battuto da Wladimir Klitschko al settimo round, perdendo così il match per la riunificazione dei titoli WBA, IBF e IBO. Dopo altri incontri di basso spessore tecnico, nel 2012 Rahman, ormai completamente fuori forma, è stato battuto alla seconda ripresa da Alexander Povetkin, chiudendo così di fatto la sua carriera agonistica. Il suo Curriculum Vitae definitivo sarà così: 62 incontri, 50 vittorie (41 Ko), 9 sconfitte, 2 pareggi, 1 no-contest.

## Risultati nel pugilato
| N. | Risultato | Record     | Avversario         | Tipo | Round, tempo  | Data              | Località                                                                   | Note |
| -- | --------- | ---------- | ------------------ | ---- | ------------- | ----------------- | -------------------------------------------------------------------------- | --- |
| 62 | Sconfitta | 50-9-2 (1) | Anthony Nansen     | UD   | 3             | 4 giugno 2014     | The Trusts Arena, Auckland, Nuova Zelanda                                  | Quarti di finale del torneo Super Eight Boxing Tournament I |
| 61 | Sconfitta | 50-8-2 (1) | Alexander Povetkin | TKO  | 2 (12), 1:46  | 29 settembre 2012 | Alsterdorfer Sporthalle, Amburgo, Germania                                 | Per il titolo WBA (Regular) dei pesi massimi |
| 60 | Vittoria  | 50-7-2 (1) | Galen Brown        | TKO  | 6 (10), 1:45  | 11 giugno 2011    | DeSoto Civic Center, Southaven, Mississippi, U.S.                          | |
| 59 | Vittoria  | 49-7-2 (1) | Marcus McGee       | KO   | 1 (8), 3:00   | 2 ottobre 2010    | Roberto Durán Arena, Panama, Panama                                        | |
| 58 | Vittoria  | 48-7-2 (1) | Damon Reed         | KO   | 6 (10), 2:20  | 14 agosto 2010    | Scope, Norfolk, Virginia, U.S.                                             | |
| 57 | Vittoria  | 47-7-2 (1) | Shannon Miller     | TKO  | 4 (10), 1:37  | 19 giugno 2010    | The Conference & Event Center, Niagara Falls, New York, U.S.               | |
| 56 | Vittoria  | 46-7-2 (1) | Clinton Boldridge  | TKO  | 1 (6), 2:50   | 26 marzo 2010     | Beaumont Club, Kansas City, Missouri, U.S.                                 | |
| 55 | Sconfitta | 45-7-2 (1) | Wladimir Klitschko | TKO  | 7 (12), 0:44  | 13 dicembre 2008  | SAP Arena, Mannheim, Germania                                              | Per i titoli IBF, WBO e IBO dei pesi massimi |
| 54 | NC        | 45-6-2 (1) | James Toney        | TKO  | 3 (12), 3:00  | 16 luglio 2008    | Pechanga Resort & Casino, Temecula, California, U.S.                       | Per il vacante titolo WBO-NABO dei pesi massimi; Originariamente una vittoria per TKO a favore di Toney, in seguito No Contest dopo una chiamata erronea da parte dell'arbitro |
| 53 | Vittoria  | 45-6-2     | Zuri Lawrence      | TKO  | 10 (10), 2:20 | 15 novembre 2007  | Sovereign Center, Reading, Pennsylvania, U.S.                              | Conserva il titolo NABF dei pesi massimi |
| 52 | Vittoria  | 44-6-2     | Cerrone Fox        | TKO  | 1 (10), 2:27  | 18 ottobre 2007   | Kewadin Casino, Sault Ste. Marie, Michigan, U.S.                           | |
| 51 | Vittoria  | 43-6-2     | Dicky Ryan         | TKO  | 2 (10), 0:41  | 7 settembre 2007  | Soaring Eagle Casino & Resort, Mount Pleasant, Michigan, U.S.              | |
| 50 | Vittoria  | 42-6-2     | Taurus Sykes       | UD   | 10            | 14 giugno 2007    | Main Street Armory, Rochester, New York, U.S.                              | Vince il titolo NABF interim dei pesi massimi |
| 49 | Sconfitta | 41-6-2     | Oleg Maskaev       | TKO  | 12 (12), 2:17 | 12 agosto 2006    | Thomas & Mack Center, Paradise, Nevada, U.S.                               | Perde titolo WBC dei pesi massimi |
| 48 | Pareggio  | 41-5-2     | James Toney        | MD   | 12            | 18 marzo 2006     | Boardwalk Hall, Atlantic City, New Jersey, U.S.                            | Conserva titolo WBC dei pesi massimi |
| 47 | Vittoria  | 41-5-1     | Monte Barrett      | UD   | 12            | 13 agosto 2005    | United Center, Chicago, Illinois, U.S.                                     | Vince il vacante titolo WBC interim dei pesi massimi |
| 46 | Vittoria  | 40-5-1     | Kali Meehan        | RTD  | 4 (12), 3:00  | 13 novembre 2004  | Madison Square Garden, New York, New York, U.S.                            | |
| 45 | Vittoria  | 39-5-1     | Terrence Lewis     | KO   | 2 (10), 0:43  | 28 luglio 2004    | Frontier Field, Rochester, New York, U.S.                                  | |
| 44 | Vittoria  | 38-5-1     | Rob Calloway       | KO   | 2 (10), 2:00  | 17 giugno 2004    | Michael's Eighth Avenue, Glen Burnie, Maryland, U.S.                       | |
| 43 | Vittoria  | 37-5-1     | Mario Cawley       | TKO  | 2 (8), 2:25   | 16 aprile 2004    | Dover Downs, Dover, Delaware, U.S.                                         | |
| 42 | Vittoria  | 36-5-1     | Al Cole            | UD   | 10            | 11 marzo 2004     | Michael's Eighth Avenue, Glen Burnie, Maryland, U.S.                       | |
| 41 | Sconfitta | 35-5-1     | John Ruiz          | UD   | 12            | 13 dicembre 2003  | Boardwalk Hall, Atlantic City, New Jersey, U.S.                            | Per il titolo WBA interim dei pesi massimi |
| 40 | Pareggio  | 35-4-1     | David Tua          | SD   | 12            | 29 marzo 2003     | Spectrum, Filadelfia, Pennsylvania, U.S.                                   | |
| 39 | Sconfitta | 35-4       | Evander Holyfield  | TD   | 8 (12), 1:19  | 1º giugno 2002    | Boardwalk Hall, Atlantic City, New Jersey, U.S.                            | Dopo che Rahman sostenne un infortunio a un occhio a causa di una testata accidentale                                                                                          |
| 38 | Sconfitta | 35-3       | Lennox Lewis       | KO   | 4 (12), 1:29  | 17 novembre 2001  | Mandalay Bay Events Center, Paradise, Nevada, U.S.                         | Perde titoli WBC, IBF e IBO dei pesi massimi |
| 37 | Vittoria  | 35-2       | Lennox Lewis       | KO   | 5 (12), 2:32  | 22 aprile 2001    | Carnival City, Brakpan, Sud Africa                                         | Vince titoli WBC, IBF e IBO dei pesi massimi |
| 36 | Vittoria  | 34-2       | Frankie Swindell   | RTD  | 7 (10), 3:00  | 4 agosto 2000     | The Joint, Paradise, Nevada, U.S.                                          | |
| 35 | Vittoria  | 33-2       | Corrie Sanders     | TKO  | 7 (12), 1:50  | 20 maggio 2000    | Bally's Park Place, Atlantic City, New Jersey, U.S.                        | Vince il titolo WBU dei pesi massimi |
| 34 | Vittoria  | 32-2       | Marion Wilson      | UD   | 10            | 1º marzo 2000     | Martin's West, Woodlawn, Maryland, U.S.                                    | Vince il vacante titolo Maryland State dei pesi massimi |
| 33 | Sconfitta | 31-2       | Oleg Maskaev       | KO   | 8 (10), 0:40  | 6 novembre 1999   | Boardwalk Hall, Atlantic City, New Jersey, U.S.                            | |
| 32 | Vittoria  | 31-1       | Arthur Weathers    | KO   | 1 (10), 1:44  | 15 aprile 1999    | Miccosukee Resort & Gaming, Miami, Florida, U.S.                           | |
| 31 | Vittoria  | 30-1       | Michael Rush       | TKO  | 5 (10), 2:40  | 12 marzo 1999     | Roseland Ballroom, New York, New York, U.S.                                | |
| 30 | Sconfitta | 29-1       | David Tua          | TKO  | 10 (12), 0:35 | 19 dicembre 1998  | Miccosukee Resort & Gaming, Miami, Florida, U.S.                           | Perde i titoli IBF Inter-Continental e USBA dei pesi massimi |
| 29 | Vittoria  | 29-0       | Garing Lane        | RTD  | 2 (10), 3:00  | 9 luglio 1998     | Grand Casino Avoyelles, Marksville, Louisiana, U.S.                        | |
| 28 | Vittoria  | 28-0       | Steve Pannell      | KO   | 2 (12), 1:48  | 21 aprile 1998    | Players Island Casino, Lake Charles, Louisiana                             | Conserva i titoli IBF Inter-Continental e USBA dei pesi massimi |
| 27 | Vittoria  | 27-0       | Melvin Foster      | TKO  | 2 (10)        | 14 marzo 1998     | Olympic Stadium, Mosca, Russia                                             | |
| 26 | Vittoria  | 26-0       | Jesse Ferguson     | UD   | 12            | 31 gennaio 1998   | Etess Arena, Atlantic City, New Jersey, U.S.                               | |
| 25 | Vittoria  | 25-0       | Tui Toia           | KO   | 1 (10), 3:08  | 4 dicembre 1997   | Pepsi Arena, Albany, New York, U.S.                                        | |
| 24 | Vittoria  | 24-0       | Obed Sullivan      | MD   | 12            | 1º novembre 1997  | Apollo Theater, New York, New York, U.S.                                   | Conserva il titolo USBA dei pesi massimi; Vince il titolo IBF Inter-Continental dei pesi massimi                                                                               |
| 23 | Vittoria  | 23-0       | Jeff Wooden        | TKO  | 9 (12), 1:44  | 15 luglio 1997    | Riverside Convention Center, Rochester, New York, U.S.                     | Vince il vacante titolo USBA dei pesi massimi |
| 22 | Vittoria  | 22-0       | Marshall Tillman   | KO   | 1 (8), 2:39   | 9 gennaio 1997    | Beverly Wilshire Hotel, Los Angeles, California, U.S.                      | |
| 21 | Vittoria  | 21-0       | Herman Delgado     | KO   | 2 (8), 1:37   | 17 dicembre 1996  | National Guard Armory, Pikesville, Maryland, U.S.                          | |
| 20 | Vittoria  | 20-0       | Marcos González    | KO   | 1 (10)        | 3 dicembre 1996   | Everton Park Sports Centre, Liverpool, Inghilterra                         | |
| 19 | Vittoria  | 19-0       | Brian Sargent      | TKO  | 1 (8), 1:24   | 8 novembre 1996   | Arizona Charlie's Decatur, Las Vegas, Nevada, U.S.                         | |
| 18 | Vittoria  | 18-0       | Trevor Berbick     | UD   | 10            | 15 ottobre 1996   | Convention Hall, Atlantic City, New Jersey, U.S.                           | |
| 17 | Vittoria  | 17-0       | Mark Young         | TKO  | 3 (8)         | 8 agosto 1996     | Sudduth Coliseum, Lake Charles, Louisiana, U.S.                            | |
| 16 | Vittoria  | 16-0       | Martin Foster      | KO   | 2 (10), 0:57  | 9 giugno 1996     | Fernwood Resort, Bushkill, Pennsylvania, U.S.                              | |
| 15 | Vittoria  | 15-0       | Tim Knight         | TKO  | 4 (8), 2:43   | 4 giugno 1996     | Martin's West, Woodlawn, Maryland, U.S.                                    | |
| 14 | Vittoria  | 14-0       | Steve Edwards      | TKO  | 2 (6), 2:34   | 3 maggio 1996     | The MARK of the Quad Cities, Moline, Illinois, U.S.                        | |
| 13 | Vittoria  | 13-0       | Ross Puritty       | UD   | 10            | 26 marzo 1996     | Blue Cross Arena, Rochester, New York, U.S.                                | |
| 12 | Vittoria  | 12-0       | Mike Mitchell      | KO   | 1 (8), 1:07   | 9 marzo 1996      | Etess Arena, Atlantic City, New Jersey, U.S.                               | |
| 11 | Vittoria  | 11-0       | Bradley Rone       | TKO  | 1 (6), 2:27   | 9 febbraio 1996   | Tropworld Casino and Entertainment Resort, Atlantic City, New Jersey, U.S. | |
| 10 | Vittoria  | 10-0       | Mike Robinson      | KO   | 1 (6)         | 13 dicembre 1995  | Tropworld Casino and Entertainment Resort, Atlantic City, New Jersey, U.S. | |
| 9  | Vittoria  | 9-0        | James Johnson      | TKO  | 3 (6)         | 10 ottobre 1995   | Blue Cross Arena, Rochester, New York, U.S.                                | |
| 8  | Vittoria  | 8-0        | Matt Green         | TKO  | 2 (6)         | 12 settembre 1995 | Martin's West, Woodlawn, Maryland, U.S.                                    | |
| 7  | Vittoria  | 7-0        | Carl McGrew        | TKO  | 1 (6)         | 26 agosto 1995    | Bismarck Hotel, Chicago, Illinois, U.S.                                    | |
| 6  | Vittoria  | 6-0        | Larry Davis        | TKO  | 2 (6)         | 13 luglio 1995    | Martin's Crosswinds, Greenbelt, Maryland, U.S.                             | |
| 5  | Vittoria  | 5-0        | Eric Valentine     | KO   | 1 (4)         | 6 giugno 1995     | Martin's West, Woodlawn, Maryland, U.S.                                    | |
| 4  | Vittoria  | 4-0        | Jeff Williams      | MD   | 4             | 28 marzo 1995     | Casino Magic, Bay St. Louis, Mississippi, U.S.                             | |
| 3  | Vittoria  | 3-0        | Dennis Cain        | TKO  | 2 (4), 2:22   | 11 gennaio 1995   | Martin's West, \|Woodlawn, Maryland, U.S.                                  | |
| 2  | Vittoria  | 2-0        | Robert Jackson     | TKO  | 1 (4)         | 6 gennaio 1995    | Virginia Beach, Virginia, U.S.                                             | |
| 1  | Vittoria  | 1-0        | Gregory Herrington | KO   | 1 (4), 1:35   | 3 dicembre 1994   | Caesars Palace, Paradise (Nevada), U.S.                                    | |